# Collège Notre-Dame de la Tombe
Pour les articles homonymes, voir Collège Notre-Dame et Notre-Dame.
Le collège Notre-Dame de la Tombe, plus généralement appelé collège de Kain (CNDK), est un collège belge dans le village de Kain dans l'entité de Tournai en Hainaut occidental.

## Légende et historique de Notre-Dame de la Tombe
La légende date du XIIIe siècle, au temps de Saint Louis, roi de France, dans la vallée du mont Saint-Aubert. Une pauvre mère, gravement malade, vivait avec sa fille qui lui était dévouée et tout à son service. Celle-ci souhaita recevoir le pain eucharistique avant de mourir. Lorsque la mère décéda, la jeune fille ne lui survécut que peu de temps. Une recluse découvrit le corps de cette jeune fille et par bon cœur le confia à la terre. La nuit suivante, cette femme aurait été réveillée par une clarté éblouissante au milieu de laquelle surgit la Sainte Vierge venant lui annoncer qu'elle était la mère de Dieu. Aussitôt, vint se poser sur sa main une blanche colombe qui sortit de la tombe de la jeune fille. Ensuite, la madone emporta l'âme de la Sainte au Paradis. Le prodige ayant été publié, un sanctuaire aurait été élevé à Marie sous le vocable de Notre-Dame de la Tombe.
La réalité est que vers 1238, des moniales cisterciennes sont venues s'installer au Saulchoir. Les habitants des environs érigèrent sur un ancien tumulus romain une statue de la Vierge appelée Notre-Dame de la Tombe. De nombreux pèlerins s'y arrêtaient pour prier et déposer leurs offrandes. Au XVe siècle les nombreux pèlerins du Nord de la France cherchaient à se nourrir et se loger dans une des nombreuses auberges de la région, l'une d'elles, à l'enseigne Le Pèlerin, était une auberge ferme où l'on élevait des moutons ; elle est devenue le collège Notre-Dame de la Tombe.

## De l'origine du Collège à nos jours

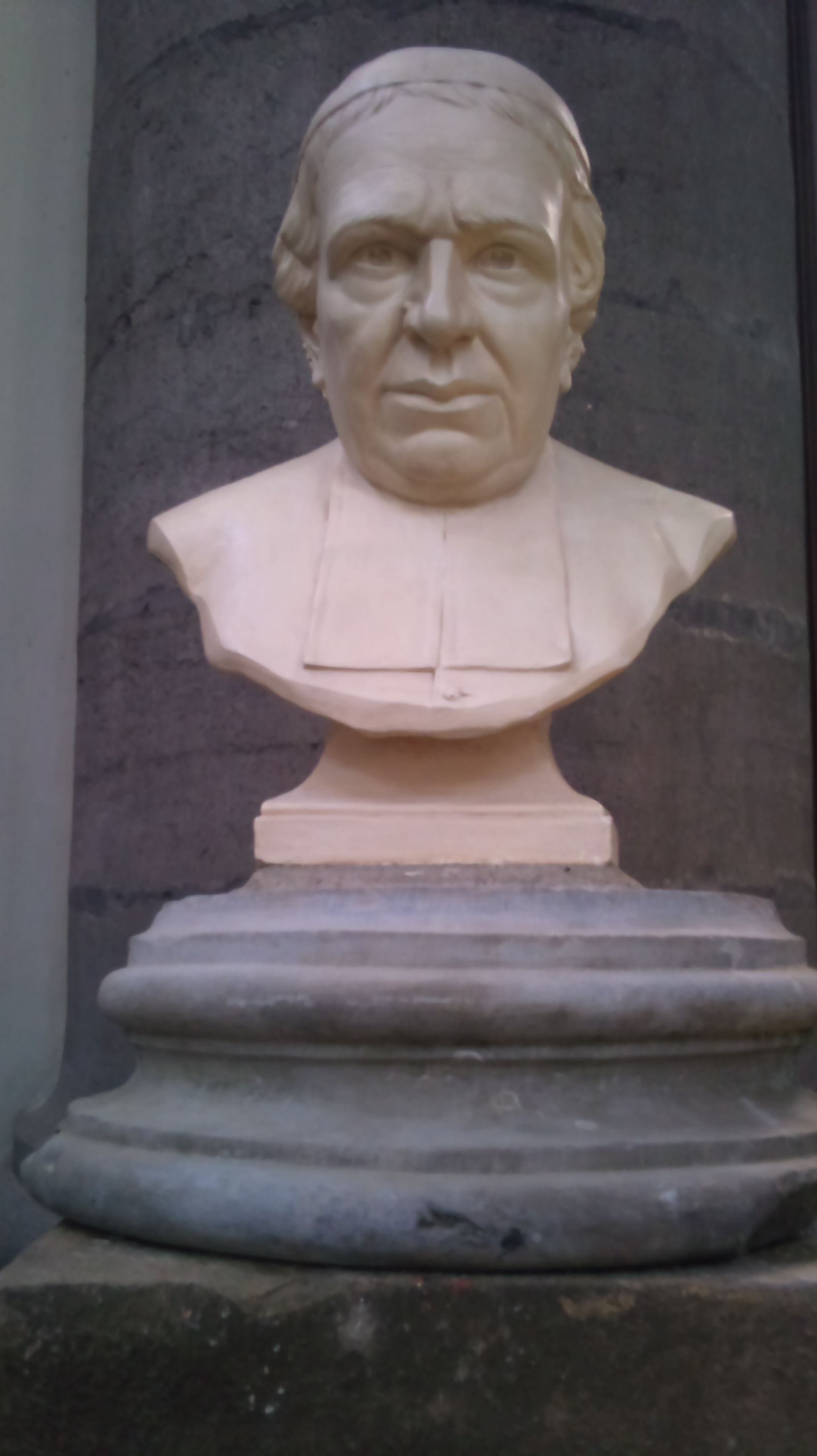
Jean-Baptiste Debrabant - buste en la Collégiale Saint-Pierre de Douai.

Le fondateur, l'Abbé Jean-Baptiste Debrabant, est un prêtre français du diocèse de Cambrai. Aboli par la Révolution, l'enseignement catholique qui était jusqu'alors uniquement destiné aux garçons commençait à se réorganiser dans le sud de la France. Sensible à cette injustice, l'Abbé Debrabant fonda une nouvelle institution pour les filles: Les Sœurs de la « Sainte-Union des Sacrés-Cœurs », qui se développa bientôt en Belgique, en France, en Irlande et aux Amériques.
À la demande de l'Evêque de Tournai, Monseigneur Labis, il prit la direction de la paroisse de Kain. En 1835, il rachète pour une somme symbolique l'auberge « Le Pèlerin » et c'est ainsi que naquit le 6 janvier 1836 le Collège Notre-Dame de la Tombe pour la jeunesse masculine qui désirait entreprendre des études secondaires.
L'établissement connait un vif succès. Dans les années 1870, le supérieur de l'époque fit de nombreux travaux tels qu'un bassin de natation, une salle d'étude, de gymnastique, de chimie, de physique ainsi que de vastes dortoirs. Malheureusement en 1880, peu avant sa mort, l'Abbé Debrabant fut contraint de remettre à l'Evêque de Tournai son Collège de la Tombe. Des prêtres reprirent alors le Collège.
Au début du XXe siècle, de nouvelles constructions eurent lieu telles que la chapelle (1909-1910), le hall central, le réfectoire et un dortoir. 
Vinrent ensuite les années de guerre où le Collège dut évacuer chez les frères Jésuites à Tournai. Le collège dut se relever de la dispersion de ses professeurs et élèves.
Mais c'est surtout la seconde guerre mondiale qui fut la plus dommageable. Le bâtiment d'entrée fut fortement endommagé par des obus anglais pendant la bataille de l'Escaut en mai 1940.
4 janvier 1945 : Coup de théâtre ! Le collège est réquisitionné par les Autorités Anglaises pour devenir avec l’École Normale de la Sainte-Union et le Couvent des Pères de St Vincent de Paul, un Hôpital Général. Les étudiants des classes supérieures furent hébergés au couvent de la Salette à Tournai de janvier 1945 à juin 1946 alors que les plus jeunes élèves furent évacués au couvent de la Visitation à Blandain de janvier à juin 1945 et à Pont-à-Chin de septembre 1945 à juin 1949. L'occupation du collège par les troupes alliées de janvier 1945 à avril 1946 entraîna de tels dégâts que seule resta envisageable la démolition et la reconstruction de l'aile des salles d'études, ce qui fut réalisé pour la rentrée 1949-1950.
Il est à noter que l'Abbé Dropsy, professeur de sciences au collège dans les années 1930 et au début des années 1940, entra dans la résistance dès le commencement de la guerre; il deviendra commandant de l'armée secrète; c'est en sa mémoire que la rue du Collège deviendra en 1947 rue Abbé Dropsy. Une plaque commémorative en l'honneur de ce grand résistant a été inaugurée le 2 octobre 2010 au Collège de Kain en présence des autorités régionales.
En 1960, une section primaire s'ouvrit et les petites classes déménagèrent chez les Barnabites et à Kain Centre.
Plus tard, l'expropriation des murs d'enceinte et d'une partie du bassin de natation sera exigée à cause de l'infrastructure routière menant au Mont Saint-Aubert. Le bassin disparaîtra en 1965.
L'année 1977 marque un tournant dans l'histoire du Collège : il n'y a plus de supérieur car un laïque, M.Guy de Saint Martin sera nommé directeur de l'école. Une nouvelle salle de sport et des classes primaires seront construits à la place du stade sous les ordres de l'Abbé Ameels.
Vu l'accroissement de la population du Collège, de nouveaux travaux seront de nouveau envisagés. De nouveaux locaux seront construits: locaux de dessin, musique, technologie, langue, latin, histoire et géographie. Les vieilles douches seront aménagées en laboratoires de sciences et la chapelle sera transformée en bibliothèque à l'étage et en salle polyvalente au rez-de-chaussée.

## La vie au collège vers 1860
Le Pensionnat de la Tombe, fondé le 6 janvier 1836, devient collège en 1859. Il est dirigé depuis ses débuts par l’abbé Jean-Baptiste Debrabant, prieur des sœurs et frères de la Sainte-Union. Les cours, durant l’année scolaire 1859-1860, sous la nouvelle direction de l’abbé Solbreux, sont donnés aux internes et externes. L’enseignement se divise en trois branches : les cours communs à tous les élèves, l’étude du français et  les commerciales ou les humanités greco-latines. Les internes paient les cours supplémentaires avec interdiction aux externes de suivre certains de ceux-ci. 
L’enseignement élémentaire, appelé également classes de grammaire, commence le cursus. Une attention particulière est portée à l’apprentissage de la langue française. Ensuite quatre années scolaires, à savoir la cinquième, la quatrième, la troisième (syntaxe) et la seconde (poésie) terminent l’apprentissage de base. 
À l’époque, les élèves peuvent suivre des cours de musique et peuvent participer à la fanfare, activité qui permet de promener dans Tournai. La réputation de cet ensemble instrumental va au-delà de l’Escaut et du Mont de Trinité (entendez Mont Saint-Aubert). Il arrive au français de jouer la Brabançonne lorsqu’un flamand reçoit le premier prix. 
Le coût d’une pension au collège pour une année est de 400 francs belges, à payer par tranche de 100 francs en octobre, décembre, mi-mars et le 1er juin. Un supplément de 100 francs (un trimestre) est réclamé aux familles pour un élève qui reste au collège en pension durant les vacances. À titre de renseignement, un coupeur gagne environ 5 francs belges la journée tandis qu’une couturière gagne 1 franc. Le prix du pain de froment non bluté de 2 kg est à peu près de 0,50 centimes. 
Les élèves viennent en pension avec ce qu’on a coutume d’appeler leur trousseau. À l’époque, les élèves venus de France doivent déclarer literie, essuie-mains, serviettes, couteau et service de table à la frontière.le palmarès de fin d’année stipule qu’un uniforme est exigé pour les sorties. Celui-ci se compose d’un pantalon noir ou de couleur foncée, d’une redingote de drap noir avec un collet de velours noir et, pour les grandes sorties, l’élève doit se munir d’un chapeau noir. À l’intérieur de l’établissement, les jeunes doivent être munis de vêtements propres et convenables. L’ensemble du trousseau doit être marqué du numéro attribué à l’élève. La nourriture est qualifiée de très saine et les élèves reçoivent un dessert le dimanche, le mardi et le jeudi. Les prêtres, religieux et servants du pensionnat reçoivent une nourriture plus modeste.
L’année scolaire est composée de trois trimestres allant d’octobre à Noël, de Noël à Pâques et de juin au mois d’août. Des vacances ont lieu à Noël, à Pâques et en septembre. Les sorties sont interdites, pour cause d’examens, probablement de la quinquagésime (dimanche précédent le carême) jusqu’aux vacances de Pâques et du premier août à la distribution des prix en septembre. L’unique manquement à ces règles est la maladie de longue durée. Dans un cas contraire, la pension payée n’est pas remboursée. Les élèves écrivent des lettres à leurs parents aussi souvent qu’ils le désirent. Chaque trimestre, ils reçoivent un bulletin avec mentions, leur application et les places obtenues ainsi qu’un bulletin de santé.
Aux origines du pensionnat, deux méthodes pédagogiques sont suivies par les maîtres tant laïcs que religieux. Tout d’abord, la plus ancienne, l’enseignement  simultané : le maître s’adresse directement à la classe. Cette méthode ne tient pas compte de ce qu’on appelle aujourd’hui « la pédagogie différenciée ». À la fin du Premier Empire, se basant sur l’instruction de chaque individualité dans la classe, l’autre méthode importée d’Angleterre, est appelée l’enseignement mutuel. Il s’agit d’adjoindre au titulaire (professeur) un coadjuteur (moniteur) qui adapte l’enseignement à la capacité des élèves. Monsieur l’abbé Debrabant, en même temps premier directeur, supérieur de la communauté des frères de la Sainte-Union et professeur opte pour cette dernière méthode. Il  fait appliquer en partie cette pédagogie à l’instar des Frères des Écoles chrétiennes. Les matières communes à tous les élèves sont : le français, la calligraphie, l’instruction religieuse, la civilité et politesse, le commerce, la physique, la chimie, les arts d’agrément, l’agriculture, les mathématiques, l’histoire, la géographie, la cosmographie, l’anglais ou le néerlandais. Les matières à option sont : le dessin, la musique, la peinture, l’architecture, la gymnastique, le latin, le grec... En fin de cycle, les étudiants français ou belges peuvent prendre des cours de philosophie.
Les sorties ou promenades ont lieu le mardi ou le jeudi dans l'après-midi et exceptionnellement toute la journée. Il arrivait même que les élèves partent en diligences à Valenciennes ou ailleurs. Le commandant de la place de Tournai ouvrait les portes de la ville à cette procession d'étudiant qui font du tourisme
Les parents choisissent, au collège, soit les Humanités, soit les Commerciales. Une année de philosophie appelée aujourd'hui baccalauréat est suivie par les élèves français et certains belges qui se destinent à la formation théologique. Les autres internes choisissent librement de rester au collège en rhétorique. De nombreux élèves français et belges deviendront prêtres et suivront, avant le séminaire, un cursus complet. Le collège comptera dans les années 1860-1870 en moyenne plus de 340 élèves. Malheureusement, toutes les attributions, les listes des professeurs et coadjuteurs n'ont pas été retrouvées.

## Le Collège auXXIesiècle
Pour se préparer à relever les défis du XXIe siècle notamment ceux de la technologie, de l'ouverture à l'Europe et au monde, le collège dut entamer sa reconversion : adapter ses infrastructures et sa pédagogie. Un centre cybermedia a vu le jour. Le Collège s'investit énormément dans l'apprentissage des langues à travers des échanges culturels avec des écoles tchèques, finlandaises et italiennes et des échanges linguistiques avec des écoles flamandes. De nombreuses options sont proposées qui mélangent le latin, le grec, les langues modernes comme le néerlandais, l'anglais, l'espagnol et l'allemand, les sciences et les mathématiques, l'informatique ou encore l'éducation physique. On compte près de 800 élèves pour l'année 2015-2016.

## Sources
- Archives du Collège Notre-Dame de la Tombe : revues des Anciens
- A. Salembier, A la mémoire du chanoine Louis Salembier (1849-1913), souvenirs d'un frère, Lille, 1915.
- Mgr Laveille, L'abbé Jean-Baptiste Debrabant, fondateur de la Sainte-Union des Sacrés-Cœurs (1801-1880), Paris, 1992.
- DEVOS, Vincent, Le Collège de Kain dans la Tourmente 1930-1950, Collège Notre-Dame de la Tombe asbl, 2010.
- LEZAIRE, Charles, De 1836 à 2011. Collège de Kain. Un regard sur 175 ans d'histoire, Collège Notre-Dame de la Tombe asbl, 2010.